# Katarzyna Mąka-Malatyńska
Katarzyna Joanna Mąka-Malatyńska – polska filmoznawczyni, doktor habilitowana, profesor nadzwyczajna Państwowej Wyższej Szkoły Filmowej, Telewizyjnej i Teatralnej w Łodzi.

## Życiorys
W 2001 r. ukończyła studia magisterskie, jej praca magisterska nosiła tytuł Obraz Polski i Polaków w filmach dokumentalnych Pawła Łozińskiego. Dwa lata później obroniła pracę doktorską pt. Poetyka form paradokumentalnych. Reportaż literacki Hanny Krall w kontekście sztuki dokumentu filmowego na Wydziale Filologii Polskiej i Klasycznej Uniwersytetu im. Adama Mickiewicza w Poznaniu. W 2013 uzyskała habilitację na tym samym wydziale w oparciu o dorobek naukowy oraz pracę Widok z tej strony. Przedstawienia Holocaustu w polskim filmie.
Wykładała jako adiunkt i profesor nadzwyczajny na swojej macierzystej uczelni, obecnie pracuje na stanowisku profesora na Wydziale Reżyserii Filmowej i Telewizyjnej łódzkiej Filmówki.